# Christoph Auffarth

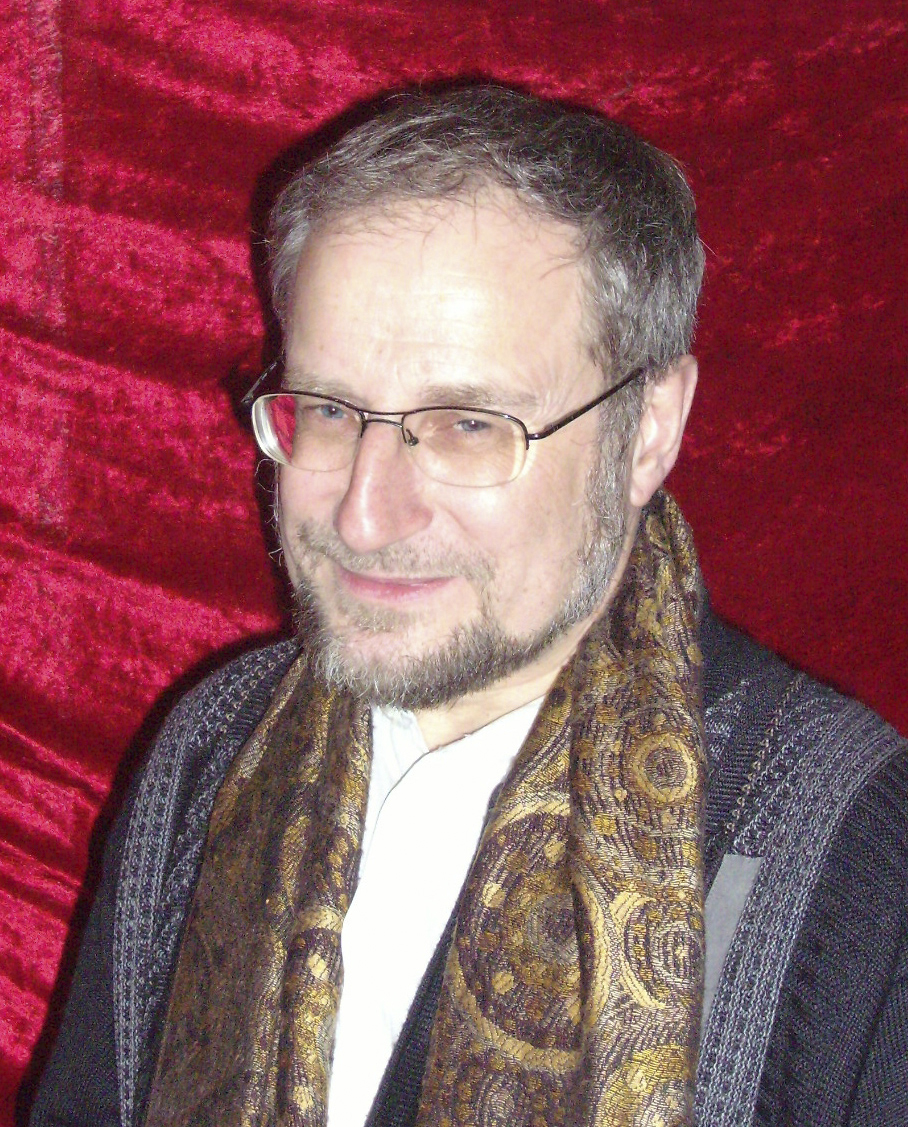
Christoph Auffarth, 2009

Christoph Auffarth (* 14. Dezember 1951 in Mannheim) ist ein deutscher Religionswissenschaftler und Theologe. Auffarth ist Professor am Institut für Religionswissenschaft/-pädagogik der Universität Bremen mit dem Schwerpunkt Geschichte und Theologien des Christentums.

## Leben
Auffarth verbrachte seine Kindheit und Jugend in seiner Geburtsstadt Mannheim, wo er 1970 am altsprachlichen und musischen Johann-Sebastian-Bach-Gymnasium das Abitur erwarb. Danach zog er in eine Nachbarstadt der Metropolregion Rhein-Neckar und begann im Wintersemester 1970/71 ein Studium der Fächer Geschichte, Griechisch, Latein sowie Archäologie an der Universität Heidelberg. Nachdem er 1974 zunächst einige Zeit in Athen (Griechenland) studiert hatte (Byzantinistik, Archäologie, Griechisch), zog es ihn an die Universität Tübingen, wo er das Studium in den Bereichen Geschichte, Griechisch und Latein fortsetzte. Zusätzlich belegte er die Fächer Religionswissenschaft und Theologie.
Einen Tag nach seinem 24. Geburtstag erhielt Auffarth 1975 seinen ersten Abschluss, das Erste Staatsexamen für das Lehramt an Gymnasien. Sein Referendariat in den Fächern Latein, Griechisch und Geschichte absolvierte Auffarth am Uhland-Gymnasium Tübingen. 1977 folgte das Zweite Staatsexamen für das Lehramt an Gymnasien.
Nachdem Auffarth in der Folgezeit fünf Jahre als Studienassessor am Wildermuth-Gymnasium in Tübingen tätig gewesen war, absolvierte er dort ein Aufbaustudium in Religionswissenschaft, Gräzistik und Theologie, welches 1987 eine Promotion in Religionswissenschaft zum Ergebnis hatte. Die Doktorarbeit wurde 1991 unter dem Titel Der drohende Untergang. „Schöpfung“ in Mythos und Ritual im Alten Orient und in Griechenland am Beispiel der Odyssee und des Ezechielbuches veröffentlicht.
Ab 1987 hatte Auffarth Lehraufträge für vergleichende Religionswissenschaft an der Universität Tübingen inne. Von 1994 bis 1996 war er Assistent am Seminar für Indologie und Religionswissenschaft an der Universität Tübingen. 1995 folgte die Habilitation im Bereich Religionswissenschaft und Griechische Philologie. Auffarth promovierte danach erneut: 1996 verlieh ihm die Rijksuniversiteit Groningen den Doktorgrad in Theologie.
Seit 2001 ist Auffarth ordentlicher Professor für Religionswissenschaft mit dem Schwerpunkt Geschichte und Theologien des Christentums an der Universität Bremen.
2010 wurde Auffarth als Fellow für einen einjährigen Forschungsaufenthalt am Internationalen Kolleg für Geisteswissenschaftliche Forschung (Käte-Hamburger-Kolleg) an der Ruhr-Universität Bochum im Rahmen des Gesamtprojektes Dynamiken der Religionsgeschichte zwischen Asien und Europa ausgewählt.

## Werk
Zahlreiche Artikel in Fachenzyklopädien wie der RGG (4. Auflage) sowie in Sammelbänden weisen Auffarth als angesehenen Wissenschaftler aus (vgl. unten Schriften). Das von ihm mitherausgegebene Lexikon Metzler Lexikon Religion: Alltag, Medien, Gegenwart zählt zu den Standardwerken im Bereich der Religionswissenschaft. Die Internationale Zeitschriftenschau für Bibelwissenschaften charakterisierte das Lexikon: „Der Band ist durch die kulturhistorische Orientierung der Tübinger religionswissenschaftlichen Schule und des Herausgebers Auffarth geprägt und stellt insofern eine Ergänzung zum Handbuch religionswissenschaftlicher Grundbegriffe dar. Das gesamte Werk verdient nachdrückliche Empfehlung“. Die Neue Zürcher Zeitung schrieb: „Die Benutzung dieses Lexikons selbst ist schon ein nicht nur intellektuelles, sondern zugleich sinnliches Vergnügen.“
In der Frankfurter Allgemeine Zeitung lobte der Rezensent Wolfram Kinzig Auffarths Buch Die Ketzer: Katharer, Waldenser und andere religiöse Bewegungen und bezeichnete den Autor als „Kenner der Thematik im Mittelalter“. Auch sein Buch Irdische Wege und himmlischer Lohn wurde positiv besprochen. Peter J. Bräunlein schrieb im Bayerischen Jahrbuch für Volkskunde: „Die hier vorgelegten material- und ideenreichen Untersuchungen sind mit großem Gewinn zu lesen. Gleichzeitig wird mit jeder Seite die Leistungsfähigkeit einer Religionswissenschaft vor Augen gestellt, die sich als Kulturwissenschaft begreift.“

## Schriften und Herausgeberschaften (Auswahl)
- Vgl. zu den selbständigen und unselbständigen Schriften die Publikationsliste in der Gesamtübersicht Prof. em. Dr. Dr. Christoph Auffarth, Institut für Religionswissenschaft, Universität Bremen Publikationsliste (Vita, Mitgliedschaften, Forschungsschwerpunkte …) auf der Website des Instituts für Religionswissenschaft/-pädagogik, Universität Bremen.

- Opfer. Eine europäische Religionsgeschichte (= Theologische Bibliothek, Bd. 8). Vandenhoeck & Ruprecht, Göttingen 2023, ISBN 978-3-525-55465-4.
- Geburten und Geschwister. In: www.rpi-virtuell.net  (Rezension 2010 zu: Peter Schäfer: Die Geburt des Judentums aus dem Christentum. Fünf Vorlesungen zur Entstehung des rabbinischen Judentums (= Tria Corda. Bd. 6). Mohr Siebeck, Tübingen 2010, ISBN 978-3-16-150256-9).
- Antike Juden und Christen streiten in Hörweite: Daniel Boyarins Borderlines auf deutsch. In: www.rpi-virtuell.net  (Rezension 2010 zu Daniel Boyarin: Border Lines: The Partition of Judaeo-Christianity (= Divinations: Rereading late ancient religion. Bd. 3). University of Pennsylvania Press, Philadelphia 2004, ISBN 0-8122-3764-1; vgl. die [spätere] deutsche Übersetzung: Daniel Boyarin: Abgrenzungen. Die Aufspaltung des Judäo-Christentums. Aus dem Englischen v. Gesine Palmer (= Arbeiten zur neutestamentlichen Theologie und Zeitgeschichte. Bd. 10; Arbeiten zur Bibel und ihrer Umwelt. Bd. 1). Institut Kirche und Judentum, Zentrum für Christlich-Jüdische Studien/Lehrhaus e. V., Berlin/Dortmund 2009, ISBN 978-3-923095-70-4).
- mit Sonja Kerth (Hrsg.): Glaubensstreit und Gelächter. Reformation und Lachkultur im Mittelalter und in der Frühen Neuzeit (= Religionen in der pluralen Welt. Bd. 6). Lit, Berlin/Münster 2008, ISBN 978-3-8258-1212-6.
- mit Ulrich Berner (Hrsg.): Religiöser Pluralismus im Mittelalter? Besichtigung einer Epoche der europäischen Religionsgeschichte. Tagungsband (= Religionen in der pluralen Welt. Bd. 1). Lit, Berlin u. a. 2007, ISBN 978-3-8258-8631-8.
- mit Hans G. Kippenberg und Axel Michaels (Hrsg.): Wörterbuch der Religionen (= Kröners Taschenausgabe. Bd. 125). Kröner, Stuttgart 2006, ISBN 978-3-520-14001-2.
- Die Ketzer. Katharer, Waldenser und andere religiöse Bewegungen (= Beck’sche Reihe Wissen, bsr 2383). C. H. Beck, München 2005, ISBN 978-3-406-50883-7.
- mit Peter J. Bräunlein (Hrsg.): The Fall of the Angels (= Themes in Biblical Narrative. Vol. 6). Brill, Leiden 2004, ISBN 90-04-12668-6.
- Irdische Wege und himmlischer Lohn. Kreuzzug, Jerusalem und Fegefeuer in religionswissenschaftlicher Perspektive (= Veröffentlichungen des Max-Planck-Instituts für Geschichte. Bd. 144). Vandenhoeck & Ruprecht, Göttingen 2002, ISBN 978-3-525-35459-9.
- mit Jutta Bernard, Hubert Mohr (Hrsg.): Metzler Lexikon Religion. Gegenwart – Alltag – Medien. 4 Bände, Metzler, Stuttgart u. a. 1999–2002, ISBN 3-476-01678-1; als Sonderausgabe: Metzler, Stuttgart u. a. 2005; ISBN 3-476-02070-3 (englische, überarbeitete Ausgabe als The Brill Dictionary of Religion, Brill, Leiden, Boston 2006, ISBN 90-04-12432-2).
- Der drohende Untergang. „Schöpfung“ in Mythos und Ritual im Alten Orient und in Griechenland am Beispiel der Odyssee und des Ezechielbuches (= Religionsgeschichtliche Versuche und Vorarbeiten. Bd. 39). De Gruyter, Berlin u. a. 1991, ISBN 3-11-012640-0 (zugleich Dissertation, Universität Tübingen 1986/1987).